# L'Hôpital-le-Mercier
L'Hôpital-le-Mercier là một xã ở tỉnh Saône-et-Loire trong vùng Bourgogne-Franche-Comté nước Pháp.

## Geography
The commune is traversed by the Arconce river.

## Thông tin nhân khẩu
Theo điều tra dân số năm 1999, xã này có dân số 300 người.
Dân số năm 2004 ước khoảng 299 người.